# Maabaidhoo
Maabaidhoo is een van de bewoonde eilanden van het Laamu-atol behorende tot de Maldiven.

## Demografie
Maabaidhoo telt (stand september 2007) 429 vrouwen en 492 mannen.